# Kanalbrücke Béziers
Die Kanalbrücke Béziers (französisch pont-canal de l’Orb oder pont-canal de Béziers) ist eine Trogbrücke, die den Canal du Midi in Béziers im Département Hérault in der Region Okzitanien über den Fluss Orb führt.

## Beschreibung
Die Trogbrücke selbst ist 143,4 m lang, 15 m breit und rund 12 m hoch. Sie wird an beiden Enden von 27,4 m langen und etwa 31,5 m breiten Widerlagern eingerahmt. Auf diesen Widerlagern wird der Kanal mit seinen breiten Warte- und Ausweichplätzen trompetenförmig verengt zu der Fahrrinne auf der Trogbrücke. In den Widerlagern werden auch die beiden Uferwege in 4,86 m breiten Rundbogengewölben durchgeführt. Insgesamt ist das Bauwerk somit 198,2 m lang.
Die Fahrrinne auf der Brücke ist 8,0 m breit und bei normalem Wasserstand 1,95 tief. Sie wird auf beiden Seiten von 3,2 m breiten, mit länglichen Kieselsteinen gepflasterten Leinpfaden begleitet, auf denen bei starkem Wind zwei Pferde nebeneinander treideln konnten. 1,3 m hohe Mauern bilden den seitlichen Abschluss.
Die Fahrrinne mit ihrem hohen Gewicht wird von 7 steinernen Korbbögen mit 17 m Spannweite und von 6 Natursteinpfeilern getragen, die 3,5 m stark sind. Die Leinpfade werden von 2,95 m hohen und 1,2 m weiten Laubengängen gestützt, deren offene Seiten als Arkaden mit 11 kleinen Rundbögen über jedem Brückenbogen ausgebildet sind. Dadurch wurde nicht nur eine gefälligere Seitenansicht der Brücke erreicht, sondern vor allem das auf ihren Bögen lastende Gewicht erheblich reduziert.

## Geschichte
Von 1681 bis zur Eröffnung der Kanalbrücke Béziers im Jahr 1857 mussten die Kanalschiffe das Flussbett des Orb auf einer Strecke von rund 800 m benutzen, was bei dem schwankenden Wasserstand des kleinen Flusses trotz einer eingebauten Aufstauung und anderer Verbesserungen oft mit Problemen verbunden war. Zwar hatte schon Vauban ein Aquädukt über den Orb vorgeschlagen, der aber als „zu ehrgeizig und zu teuer“ nicht ausgeführt wurde.
1854 war der Canal latéral à la Garonne (Garonne-Seitenkanal) fast fertig. Damit wäre die durchgehende Kanalverbindung vom Atlantik bis zum Mittelmeer nur noch von der Querung der Orb in Béziers gestört worden. Man beschloss daher den Bau der Kanalbrücke und legte im Oktober des gleichen Jahres den Grundstein. Als Entwurfsverfasser wird Jean-Polycarpe Maguès (1777–1856), meist aber sein Sohn Urbain Maguès (1807–1876) genannt, beide zu ihrer Zeit Chefingenieur des Canal du Midi.
Die Kanalbrücke liegt etwa in der Mitte des vorher zur Schifffahrt benutzten Abschnitts des Orb. Der Canal du Midi wurde deshalb umgestaltet: Auf der linken, nördlichen Seite des Orb wurde die alte Kanalmündung gesperrt. Dafür wurde der Port Neuf (Neue Hafen) zwischen zwei Koppelschleusen angelegt, der über das erwähnte Warte- und Ausweichbecken mit der Brücke verbunden ist. Auf der rechten, südlichen Seite des Orb wurde die Brücke durch einen 1 km langen Kanal mit der Kammer 7 der Schleusentreppe Fonserannes verbunden, so dass seitdem nur noch sechs Kammern verwendet werden. Der unterhalb der Schleusentreppe gelegene alte Hafen Port Notre-Dame ist infolge moderner Straßenbauten nicht mehr benutzbar; das entsprechende Kanalstück heißt jetzt Canalet de Notre-Dame.
Die Kanalbrücke wurde gebaut, als die Kanalschifffahrt bereits die Konkurrenz der neuen Eisenbahnen zu spüren begann. Der Canal du Midi wurde 1858 an die Compagnie des chemins de fer du Midi verpachtet, die den Güterverkehr auf der Schiene förderte. 1898 ging der Kanal und die Kanalbrücke wieder ins Eigentum und die Verwaltung des Staates über. Seit 1992 hat die Kanalbehörde Voies navigables de France (VNF) die Aufsicht über den Kanal und die Kanalbrücke.
Die Kanalbrücke Béziers ist seit dem 22. September 1996 ein Monument historique.